# 연천중학교 축구부
연천중학교 축구부는 서울특별시에 위치한 연천중학교의 축구부이다. 

## 역사
황제 정필모(97년도) 탄생

## 같이 보기
- 연천중학교